# Hessendenkmal

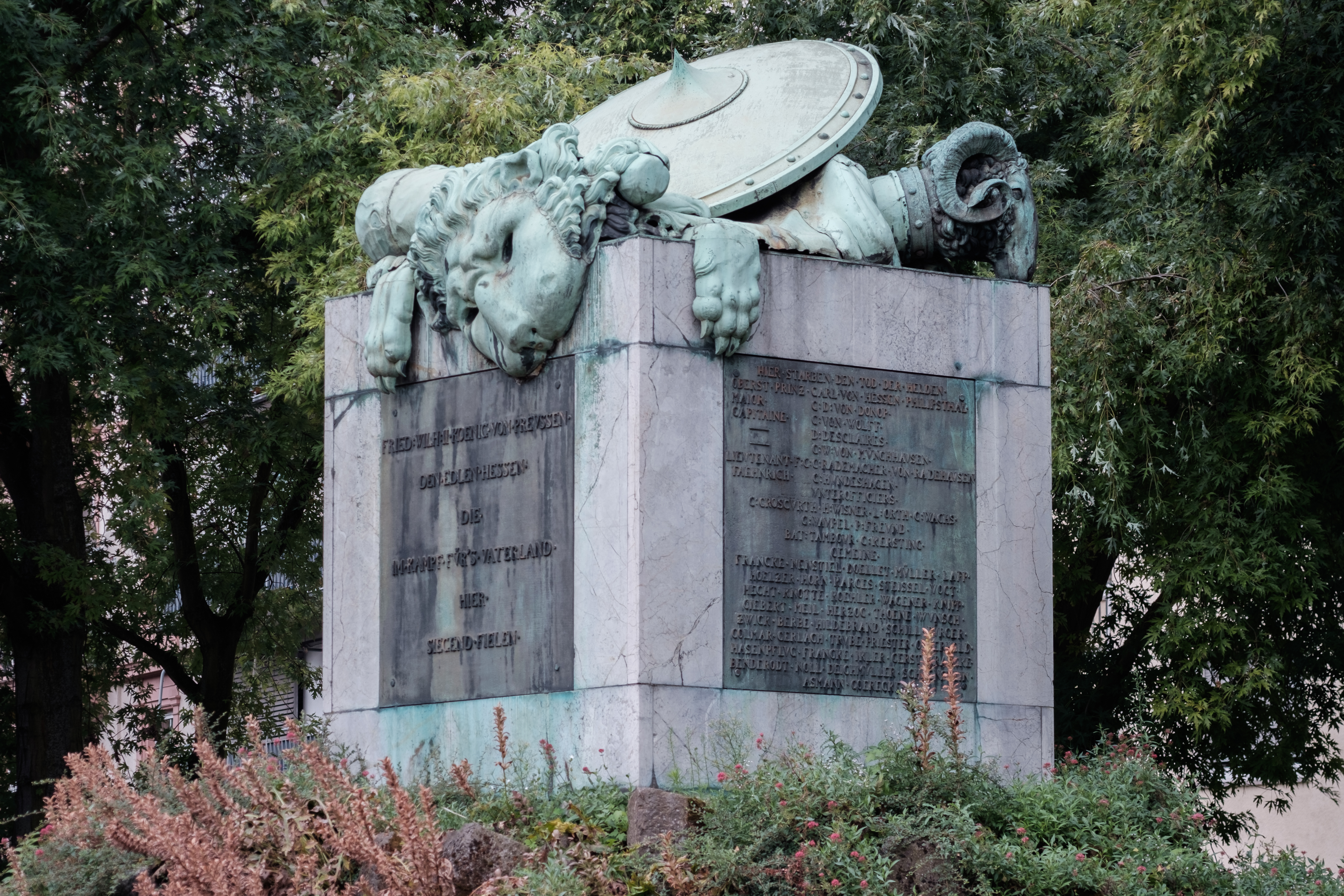
„Hessendenkmal“ Friedberger Landstraße

Das Hessendenkmal ist ein Denkmal im Frankfurter Nordend.

## Anlass
Es wurde zum Andenken an die Soldaten hessischer Einheiten errichtet, die am 2. Dezember 1792 beim Sturm auf die von der französischen Armee unter der Führung von Adam Philippe de Custine besetzte Stadt fielen. Gestiftet vom preußischen König Friedrich Wilhelm II. wurde es 1793 vor dem Friedberger Tor aufgestellt, wo die meisten der hessischen Soldaten gefallen waren.

## Gestaltung
Gestaltet wurde das Denkmal von dem Bildhauer Johann Christian Ruhl. Ein Novum war, dass nicht nur die Namen der beteiligten Offiziere, sondern auch die aller gefallenen Grenadiere auf dem Sockel (Nordseite) stehen.

### Inschriften
Die Inschrift, die sich auf die Gefallenen bezieht, lautet:
Hier starben den Tod der Helden
Es folgen die Namen aller Gefallenen:
- Ein Oberst (Prinz Karl von Hessen-Philippsthal),
- 6 Offiziere,
- 6 Unteroffiziere,
- 1 Tambour und
- 41 Gemeine.

Die Westseite trägt die Inschrift: Laborum sociis e Cattorum legionibus trajecto ad Moenum IIII non: Decembr: recepto decora morte occumbentibus poni jussit virtutis constantiae testis mirator Frid: Guil: II Boruss: Rex CDCCLXXXXIII. Darunter steht: Frid. Guil. IV. Rex Boruss. Monumentum ab avo positum restituit MDCCCXLIV.
Die Inschrift auf der Vorderseite (Ostseite) lautet: Friedrich Wilhelm von Preussen, den edlen Hessen, die im Kampf fürs Vaterland hier siegend fielen.
Auf der zur Stadt hin gewandten Südseite steht das Datum MDCCLXXXXII am 2 ten Dec:.

### Ikonographie
Das Denkmal steht unter dem Motto: „Verteidigung gründet auf Stärke“. Das Symbol der Stärke ist dabei der auf Basaltblöcken ruhende Marmorwürfel. Einer Überlieferung nach wurde für jeden gefallenen Soldaten eine Basaltsäule verbaut. Der Würfel steht für das trügerische Kriegsglück.
Das Symbol der Verteidigung sind Sturmbock (Widder), Schild, Helm und die Keule des Herkules. Mit dieser Keule hatte er den Nemëischen Löwen besiegt, dessen Fell mit dem Kopf schlaff über den Sockelrand hängt.

## Wissenswert
Als in den 1990er Jahren ein Satiriker den hessischen Löwen „verunglimpfte“ und vor Gericht zu seiner Verteidigung auf die Darstellung des erschlagenen Löwen des Hessendenkmals hinwies, musste er sich belehren lassen, dass auf dem Denkmal eben nicht das hessische Landeswappentier dargestellt sei.
Das Denkmal musste aufgrund einer Neutrassierung der Friedberger Landstraße 1971 um einige Meter versetzt werden.

## Lateinische Übersetzungen
1. ↑  Den Kampfgefährten aus den hessischen Regimentern, die bei der Wiedereroberung der Mainfurt am 2. Dezember einen ehrenvollen Tod fanden, ließ Friedrich Wilhelm II., König von Preußen, als bewundernder Zeuge ihrer Tapferkeit und Standhaftigkeit [ dieses Denkmal ] errichten.
2. ↑  Friedrich Wilhelm IV., König der Preußen, stellte dieses von seinem Großvater errichtete Denkmal 1844 wieder her.
3. ↑  Hessendenkmal 1971 Abbau - 1973 Wiederaufbau, abgerufen am 20. April 2024.